# Madeleine Mbongo Mpasi
 (avril 2021).
Madeleine Mbongo Mpasi est une leadership féminin[pas clair] et professeur d'université congolaise.

## Biographie

### Carrière
Elle est mariée et mère de famille et sa spécialité ou domaine est l'engagement et les approches théoriques du journalisme.  
- 2003 : obtention d'un diplôme de licence en Sciences de l'information et de la communication.
- 2009 : elle est engagée comme assistante à l'IFASIC
- 2015 : elle présente sa thèse de doctorat
- 2016 : elle est promue chef du département des sciences de la communication et au cours de l'année 2018 elle travaille comme secrétaire général académique à l'IFASIC, université libre de Kinshasa, université Kongo et William Booth[2].